# Pea Reang
Huyện Pea Reang (tiếng Khmer: ស្រុកពារាំង) là một huyện nằm ở tỉnh Prey Veng, đông nam Campuchia. Huyện này có dân số năm 1998 là 107.958 người.